# الوكالة (مسلسل كوري جنوبي)
الوكالة (بالكورية: 대행사)؛ هو مسلسل تلفزيوني كوري جنوبي، من بطولة لي بو يونغ، جو سونغ ها، سون نا اون، هان جون وو وتشون هاي بين. عرض على قناة جاي تي بي سي في 7 يناير الى 26 فبراير 2023 ، تم بثه كل يوم السبت والاحد الساعة 22:30 بتوقيت (KST).

## القصة
تدور أحداث المسلسل حول قصة غو أهن-إن (لي بو يونغ) التي أصبحت أول سيدة تنفيذية في وكالة إعلانية كبيرة.

## طاقم

### رئيسي
- لي بو يونغ في دور غو أهن-ان: مديرة إبداعية (CD) تقود فريق الإنتاج 2 في ڤي سي بلاننيج، وهي وكالة إعلانية رائدة. لديها رغبة قوية في النجاح على الرغم من ترعرعها في الفقر.[5][6]
- غو سونغ ها في دور تشوي تشانغ-سو: مدير قسم التخطيط في ڤي سي بلاننيج، الذي يسعى جاهداً ليصبح الرئيس التنفيذي.[4]
- سون نا اون في دور كانغ هان-نا: فتاة من الجيل الثالث، وهي من عائلة ثرية.[6]
- هان غون وو في بارك يونغ-وو: اليد اليمنى المخلص لهان-نا.[6]

### داعم

#### شخصيات فريق بڤي سي بلاننيج
- جيون هاي جين في دور غو اون-جونغ: خبيرة فنية للإعلانات والتسويق بفريق الإنتاج 2 بڤي سي بلاننيج.[6]
- لي تشانغ هون في دور هان بيونغ سو المدير الفني لفريق الإنتاج في 2 بڤي سي بلاننيج[7]
- لي كيونغ مين في دور سيو جانغ وو: مساعد مدير فريق الإنتاج 2 بڤي سي بلاننيج[8]
- كيم داي غون في دور كوون وو تشيول: مخرج مبدع بفريق الإنتاج 2 بڤي سي بلاننيج[8]
- جونغ وون سون في دور باي وون هي: مؤلفة الإعلانات لفريق الإنتاج في ڤي سي بلاننيج[8]
- بارك جي ايل في دور جو مون هو: الرئيس التنفيذي لشركة ڤي سي بلاننيج[9]
- بايك سو هي في دور جونغ سو جيونغ: سكرتيرة آه إن.[9]

#### اشخاص حول أهن-ان
- كيم مي كيونغ في دور سيو اون جا: والدة آه ان[10]
- جانغ هيون سونغ في دور يو جونغ سيوك[8]
- شين سو جونغ في دور أوه سو جين: صديقة آه إن وهي طبيبة نفسية.[10]
- لي كي-وو في دور جونغ جاي هون: الرئيس التنفيذي لشركة ألعاب.[10]
- كيم سو جين في دورتشوي جونغ مين: الرئيسة التنفيذية لوكالة مستقلة[10]

#### شخصيات في مجموعة في سي
- إيون جوك هوان في دور كانغ جيون تشيول: مؤسس مجموعة في سي[8]
- سونغ يونغ تشانغ في دور كانغ يونغ هو: رئيس مجموعة في سي[8]
- جو بوك راي في دور كانغ هان سو[8]
- جونغ سيونغ جيل في دور كيم تاي وان[8]
- كيم مين سانغ في دور باي جونغ هيون[11]

## المشاهدات
| الموسم | الموسم | رقم الحلقة | رقم الحلقة | رقم الحلقة | رقم الحلقة | رقم الحلقة | رقم الحلقة | رقم الحلقة | رقم الحلقة | رقم الحلقة | رقم الحلقة | رقم الحلقة | رقم الحلقة | رقم الحلقة | رقم الحلقة | رقم الحلقة | رقم الحلقة | المتوسط |
| الموسم | الموسم | 1          | 2          | 3          | 4          | 5          | 6          | 7          | 8          | 9          | 10         | 11         | 12         | 13         | 14         | 15         | 16         | المتوسط |
| ------ | ------ | ---------- | ---------- | ---------- | ---------- | ---------- | ---------- | ---------- | ---------- | ---------- | ---------- | ---------- | ---------- | ---------- | ---------- | ---------- | ---------- | ------- |
|        | 1      | 1.105      | 1.206      | 1.477      | 1.919      | 1.487      | 0.969      | 2.063      | 2.693      | 2.586      | 2.675      | 2.291      | 2.764      | 2.567      | 3.055      | 3.037      | 3.685      | 2.276   |

وفقا لنيلسن، فقد حقق المسلسل رقماً قياسياً في نسب المشاهدة، بمتوسط تقييم 16% بحوالي اكثر من 3.6 مليون مشاهد، ليصبح ضمن انجح الاعمال الدرامية لهذا العام، وفي قائمة الأعلى تقييمًا في تاريخ تلفزيون الكيبل وقناة جاي تي بي سي.
| الحلقات | تاريخ البث     | تقييمات (نيلسن كوريا) | تقييمات (نيلسن كوريا) |
| الحلقات | تاريخ البث     | على الصعيد الوطني     | سيئول                 |
| ------- | -------------- | --------------------- | --------------------- |
| 1       | 7 يناير 2023   | 4.797%                | 5.520%                |
| 2       | 8 يناير 2023   | 5.102%                | 5.369%                |
| 3       | 14 يناير 2023  | 6.481%                | 7.149%                |
| 4       | 15 يناير 2023  | 8.907%                | 9.286%                |
| 5       | 21 يناير 2023  | 5.869%                | 6.545%                |
| 6       | 22 يناير 2023  | 7.711%                | 8.111%                |
| 7       | 28 يناير 2023  | 9.150%                | 9.606%                |
| 8       | 29 يناير 2023  | 11.959%               | 12.400%               |
| 9       | 4 فبرير 2023   | 10.902%               | 11.692%               |
| 10      | 5 فبراير 2023  | 11.629%               | 12.434%               |
| 11      | 11 فبراير 2023 | 10.444%               | 11.372%               |
| 12      | 12 فبراير 2023 | 12.658%               | 14.135%               |
| 13      | 18 فبراير 2023 | 11.049%               | 11.360%               |
| 14      | 19 فبراير 2023 | 13.383%               | 14.041%               |
| 15      | 25 فبراير 2023 | 13.149%               | 13.841%               |
| 16      | 26 فبراير 2023 | 16.044%               | 17.267%               |
| متوسط   | متوسط          | 9.952%                | 10.633%               |

## الإنتاج

### صناعة
المسلسل من كتابة سونغ سو هان وهو أول مشروع لها. ومن تخطيط استوديوهات جي تي بي سي وإنتاجه من قبل شركاتها التابعة هاو بيكتشرز و وإستوديو دراما هاوس.

### الإصدار
في 2 ديسمبر 2022 ، أصدرت قناة جي تي بي سي أول عرض تشويقي للمسلسل، بجانب الاعلان عن تاريخ العرض الأول، من المقرر عرض المسلسل يومي السبت والأحد كمتابعة لمسلسل الابن الاصغر لعائلة تشايبول في 7 يناير 2022.

## روابط خارجية
- الموقع الرسمي
 (بالكورية)
- الوكالة على موقع IMDb (الإنجليزية)
- الوكالة على موقع نتفليكس (الإنجليزية)
- الوكالة على موقع فيلمافينيتي (الإسبانية)
- الوكالة على موقع قاعدة بيانات الفيلم (الإنجليزية)
- الوكالة على هانسينما